# Aylesbury Vale Dynamos F.C.
Câu lạc bộ bóng đá Aylesbury Vale Dynamos là một câu lạc bộ bóng đá có trụ sở tại Aylesbury, Buckinghamshire, Anh. Đội hiện là thành viên của Spartan South Midlands League Premier Division và thi đấu tại Haywood Way.

## Lịch sử
Câu lạc bộ được thành lập vào những năm 1930 với tên gọi Negretti and Zambra, một nhóm làm việc cho công ty Negretti and Zambra ở vùng King's Cross của Luân Đôn. Khi công ty chuyển đến Stocklake Industrial Estate ở Aylesbury vào năm 1949, các cơ sở được thiết lập cho các đội thể thao và câu lạc bộ tham gia Aylesbury & District League vào năm 1954.
Công ty sau đó đã bán các cơ sở thể thao cho hội đồng, lúc này câu lạc bộ được đổi tên thành Stocklake. Sau một số năm thành công ở Aylesbury & District League, câu lạc bộ chuyển lên Wycombe & District League, nơi họ ở lại cho đến khi được thăng hạng lên Division One của Chiltonian League năm 1988. Đội kết thúc với vị trí á quân trong các năm 1989-90, kiếm được thăng hạng lên Premier Division. Mùa giải đầu tiên của họ ở Premier Division đã chứng kiến họ giành vị trí á quân, một kỳ tích mà họ lặp lại trong mùa giải 1996-97. Họ cũng đã giành được Wycombe Senior Cup vào năm 1995. Vào mùa hè năm 2000, giải đấu được sáp nhập vào Hellenic League nhưng thay vào đó, Stocklake đã chọn tham gia Division One của Spartan South Midlands League. Cùng năm câu lạc bộ sáp nhập với Belgrave F.C. và được đổi tên lần nữa, lần này trở thành Haywood United.
Mùa giải 2001-02 chứng kiến họ kết thúc với tư cách á quân ở Division Two được đổi tên, giành quyền thăng hạng lên Division One. Sau khi giành chức vô địch Division One mùa giải 2003-04, họ được thăng hạng lên Premier Division. Năm 2005, một sự thay đổi tên khác đã chứng kiến câu lạc bộ trở thành Aylesbury Vale, mặc dù điều này chỉ kéo dài cho đến năm 2009 khi phần 'Vale' bị loại bỏ. Mùa giải đầu tiên dưới cái tên Aylesbury, đội đã giành được chức vô địch Premier Division, thăng hạng lên Division One Central của Southern League, cũng như vô địch League Cup. Kết thúc ở vị trí thứ ba tại Division One Central trong mùa giải 2014-15 giúp họ đủ điều kiện tham dự trận play-off thăng hạng, trong đó họ thua Bedworth United 2-1 ở bán kết. Vào năm 2015-16, họ vô địch Berks & Bucks Senior Cup, đánh bại Chesham United 1-0 trong trận chung kết.
Aylesbury đứng thứ hai từ cuối giải Division One Central trong mùa giải 2018-19 và bị xuống hạng xuống Premier Division của Spartan South Midlands League. Vào cuối mùa giải, họ hợp nhất với Bedgrove Dynamos và được đổi tên thành Aylesbury Vale Dynamos.

## Sân vận động
Sau khi chuyển đến Aylesbury, câu lạc bộ đã chơi tại các cơ sở thể thao trong Khu công nghiệp Stocklake cho đến năm 1987, khi họ chuyển đến sân Haywood Way của mình. Dàn đèn được dựng lên trong mùa giải 2001-02.

## Danh hiệu
- Spartan South Midlands League
  - Vô địch Premier Division: 2009-10
  - Vô địch Division One 2003-04
  - Vô địch League Cup 2009-10
- Wycombe Senior Cup
  - Vô địch: 1994-95
- Buckingham Charity Cup
  - Vô địch 2005-06
- Aylesbury & District Thomas Field Shield
  - Vô địch 1999-2000
- Berks & Bucks Senior Cup
  - Vô địch 2015-16

## Kỉ lục
- Vị trí cao nhất giải quốc nội: thứ 3 ở Southern League Division One Central, 2014-15[4]
- Thành tích tốt nhất tại Cúp FA: Vòng loại thứ tư, 2009-10[4]
- Thành tích tốt nhất tại FA Trophy: Vòng loại thứ nhất, 2010-11, 2011-12[4]
- Thành tích tốt nhất tại FA Vase: Vòng Ba, 2008-09[5]